# Natalie Morales
Natalie Morales (Miami, 15 febbraio 1985) è un'attrice statunitense.

## Biografia
Di origini cubane, si fa conoscere per il ruolo di Wendy Watson nella serie televisiva fantascientifica The Middleman, adattamento dell'omonimo fumetto; tuttavia la serie viene cancellata dopo una stagione. In precedenza la Morales era comparsa in TV in ruoli minori, fra cui un episodio di CSI: Miami nel 2005, e aveva prestato la voce a un personaggio nel videogioco ispirato alla trasmissione Pimp My Ride di MTV. È anche stata protagonista e produttrice dell'episodio pilota della sitcom Quitters.
In seguito interpreta l'agente FBI Lauren Cruz nella prima stagione della serie televisiva White Collar, mentre nella prima metà degli anni 2010 compare con il ruolo ricorrente di Lucy nella sitcom Parks and Recreation. In seguito è nel cast delle serie TV Tre mogli per un papà e The Grinder. Al cinema prende parte a Wall Street - Il denaro non dorme mai di Oliver Stone (sequel di Wall Street), ad Amore a mille... miglia al fianco di Drew Barrymore e Justin Long, e a La battaglia dei sessi di Jonathan Dayton e Valerie Faris.
Nel 2024 partecipa, nel ruolo ricorrente della chirurga pediatrica Monica Beltran, alla ventesima stagione della serie Grey's Anatomy. 

## Filmografia

### Cinema
- Wall Street - Il denaro non dorme mai (Wall Street: Money Never Sleeps), regia di Oliver Stone (2010)
- Amore a mille... miglia (Going the Distance), regia di Nanette Burstein (2010)
- La battaglia dei sessi (Battle of the Sexes), regia di Jonathan Dayton e Valerie Faris (2017)
- Spider-Man - Un nuovo universo (Spider-Man: Into the Spider-Verse), regia di Bob Persichetti, Peter Ramsey e Rodney Rothman (2018) - voce
- Stuber - Autista d'assalto (Stuber), regia di Michael Dowse (2019)
- Fino all'ultimo indizio (The Little Things), regia di John Lee Hancock (2021)
- Happily, regia di BenDavid Grabinski (2021)
- Fidanzata in affitto (No Hard Feelings), regia di Gene Stupnitsky (2023)

### Televisione
- CSI: Miami – serie TV, episodio 5x08 (2006)
- The Middleman – serie TV, 12 episodi (2008)
- White Collar – serie TV, 9 episodi (2009-2010)
- Parks and Recreation – serie TV, 12 episodi (2010-2015)
- The Cape – serie TV, episodio 1x07 (2011)
- The Newsroom – serie TV, episodi 1x04-1x07 (2012)
- 90210 – serie TV, 5 episodi (2012-2013)
- Tre mogli per un papà (Trophy Wife) – serie TV, 14 episodi (2013-2014)
- Girls – serie TV, episodi 3x11-3x12-4x01 (2014-2015)
- The Grinder – serie TV, 21 episodi (2015-2016)
- BoJack Horseman – serie TV, 3 episodi (2017) – voce
- Imaginary Mary – serie TV, episodio 1x05 (2017)
- Grace and Frankie – serie TV, episodio 3x12 (2017)
- Making History – serie TV, episodio 1x08 (2017)
- Powerless – serie TV, episodi 1x07-1x08 (2017)
- Crashing – serie TV, episodio 1x08 (2017)
- Santa Clarita Diet – serie TV, 11 episodi (2017-2019)
- Abby's – serie TV, 10 episodi (2019)
- Amiche per la morte - Dead to Me (Dead to Me) – serie TV, 8 episodi (2020-2022)
- Grey's Anatomy – serie TV (2024-in corso)

## Doppiatrici italiane
Nelle versioni in italiano delle opere in cui ha recitato, Natalie Morales è stata doppiata da:
- Stella Musy in The Middleman, Amore a mille... miglia, La battaglia dei sessi, La mia amica Zoe
- Rossella Acerbo in White Collar, The Grinder
- Benedetta Degli Innocenti in Stuber - Autista d'assalto, Amiche per la morte - Dead to Me
- Letizia Scifoni in Tre mogli per un papà, Fidanzata in affitto
- Daniela Calò in CSI: Miami
- Anna Cesareni in Santa Clarita Diet (st. 1-2)
- Sophia De Pietro in Santa Clarita Diet (st. 3)
- Irene Trotta in Powerless
- Virginia Brunetti in Fino all'ultimo indizio
- Isabella Benassi in Grey's Anatomy

Da doppiatrice è sostituita da:
- Mattea Serpelloni in Spider-Man - Un nuovo universo
- Tiziana Avarista in Firebuds